# Nollebos
Het Nollebos is een natuur- en recreatiegebied van ongeveer 26 hectare in het zuidwesten van Vlissingen, in de Nederlandse provincie Zeeland. Het gebied is ingekapseld door duingebied aan de Westerschelde in het zuiden en de Burgemeester van Woelderenlaan in het noorden. In het zuidwesten grenst het aan het Nollehoofd en de President Rooseveltlaan.

## Geschiedenis
In 1925 gaf burgemeester van Woelderen opdracht voor de aanleg van het Nollebos: een bos- en recreatiegebied met wandelpaden, vijvers en bruggen. Het was bedoeld als geschenk van de gemeente aan de inwoners van Vlissingen. Zijn wens was om het de naam Van Woelderenpark te geven maar door de oorlog is dit niet gebeurd. Een andere reden voor de aanleg van het natuurgebied was dat het Vlissingen als badplaats aantrekkelijker zou maken. Dat was belangrijk, omdat de stad zich onder leiding van van Woelderen onder andere was gaan richten op het toerisme. Het Nollebos verrees op de plek van het voormalige Fort De Nolle. De aanleg van het bos was tevens een project om werkgelegenheid te verschaffen. In 1937 werd het gebied uitgebreid. Gedurende de oorlog hebben de Duitse bezetters een aantal bunkers geplaatst en een tankgracht gegraven. Deze zijn nu nog allemaal zichtbaar. 
Door inundatie in 1944 kwam het gebied, evenals het grootste deel van Walcheren, onder water te staan. Diezelfde onderwaterzetting is uiteindelijk wat het gebied heeft gevormd tot wat het tegenwoordig is, namelijk een uniek gebied van kreken waarin zowel zoet- als zoutminnende vegetatie voorkomt. Dit komt nu vooral door het zoute kwelwater dat van onder de duinen richting de Burgemeester van Woelderenlaan doorsijpelt. Het Nollebos en het aangrenzende Westduinpark bevinden zich onder het Normaal Amsterdams Peil (NAP), op sommige plekken zelfs tot een diepte van anderhalve meter onder het NAP.